# سیارک ۳۴۲۷
سیارک ۳۴۲۷ (به انگلیسی: 3427 Szentmartoni، نامگذاری:1938AD) سه هزار و چهارصد و بیست و هفتمین سیارک کشف شده‌است که در ۶ ژانویه ۱۹۳۸ کشف شد.
قدر مطلق سیارک برابر ۱۳٫۶۰ است.